# Корсини, Доминико Антонович
Доменико (Дементий) Антонович Корсини (итал. Domenico Corsini; 1774—1814) — театральный художник, декоратор императорских театров в Санкт-Петербурге, академик Императорской Академии художеств.

## Биография
Родился в Болонье, но не имеет отношения к итальянскому аристократическому роду Корсини. Окончил Академию художеств в Болонье. В 1802 году приглашен в Петербург на должность театрального декоратора. 7 марта 1802 года был подписан трёхлетний контракт для работы исключительно в Итальянском театре, который давал свои представления в Большом каменном театре.
Однако уже через год был подписан новый контракт, по которому Корсини должен был работать для всех императорских театрах, за ежегодное вознаграждения в 5000 рублей. Кроме декораций, он должен был выполнять чертежи и модели театральных машин. Совместно с П. Гонзага он оформил в Большом театре балеты Шарля Дидло: «Клара, или Обращение к Добродетели» (1806 год), «Амур и Психея» (1809 год), «Лаура и Генрих», или «Трубадур». За оформление балета «Флора и Зефир» в начале 1806 года он получил в подарок перстень. Ещё один перстень был ему подарен за балет «Амур и Психея». Особенным успехом пользовалось оформление оперы «Князь-невидимка» (1805 г.) итальянского композитора на русской службе К. А. Кавоса.
Советом Императорской Академии художеств 1 сентября 1811 года Корсини вместе с Б. Медичи и Ф. Торричелли был выбран в академики «по известному его искусству в живописи декораций». В том же году на академической выставке он показал две станковые перспективные работы.
В 1853 году его сын Иероним передал в дар Академии художеств альбом с 20 акварелями и рисунками отца за 1803—1813 годы, который сейчас хранится в Русском музее. Эскизы декораций — это архитектурные перспективы, величественные и монументальные.
Корсини скончался «от горячки» и похоронен на Волковом лютеранском кладбище. Его жену звали Екатерина Карловна (1791—1857). Сын Иероним Дементьевич Корсини (1810—1876) — петербуржский архитектор, отец умер, когда сыну было шесть лет и никак не повлиял на художественное образование сына.